# German Juniors 2004
Das German Juniors 2004 im Badminton fand vom 11. bis zum 14. März 2004 in Bottrop statt. Es war die 21. Austragung dieses bedeutendsten internationalen Juniorenwettkampfs Deutschland. Die Dieter-Renz-Halle war zum dritten Mal der Austragungsort.

## Sieger und Platzierte
| Disziplin    | Gold                         | Silber                          | Bronze                                  |
| ------------ | ---------------------------- | ------------------------------- | --------------------------------------- |
| Herreneinzel | Lee Cheol-ho                 | Park Young-ung                  | Wong Wai Hong                           |
| Herreneinzel | Lee Cheol-ho                 | Park Young-ung                  | Kenta Kazuno                            |
| Dameneinzel  | Lee Hyun-jin                 | Tomoko Koyanagi                 | Ahn Jung-ha                             |
| Dameneinzel  | Lee Hyun-jin                 | Tomoko Koyanagi                 | Kaori Imabeppu                          |
| Herrendoppel | Jung Jung-young Lee Yong-dae | Yusuke Nakao Toshiaki Kuroda    | Jacob Damgaard Christian Lind Thomsen   |
| Herrendoppel | Jung Jung-young Lee Yong-dae | Yusuke Nakao Toshiaki Kuroda    | Martin Bille Larsen Mikkel Delbo Larsen |
| Damendoppel  | Tomoko Koyanagi Miyuki Maeda | Christinna Pedersen Tinne Kruse | Kim Min-jung Ahn Jung-ha                |
| Damendoppel  | Tomoko Koyanagi Miyuki Maeda | Christinna Pedersen Tinne Kruse | Oh Seul-ki Park Soo-hee                 |
| Mixed        | Lee Yong-dae Kang Hae-won    | Kenichi Hayakawa Yuko Kanamori  | Matthew Honey Sarah Bok                 |
| Mixed        | Lee Yong-dae Kang Hae-won    | Kenichi Hayakawa Yuko Kanamori  | Kasper Faust Henriksen Tinne Kruse      |